# Agathia klossi
Agathia klossi är en fjärilsart som beskrevs av Louis Beethoven Prout 1916. Agathia klossi ingår i släktet Agathia och familjen mätare. Inga underarter finns listade i Catalogue of Life.